# Aeroporti in Bosnia ed Erzegovina
La seguente è una lista di aeroporti in Bosnia ed Erzegovina. In grassetto sono indicati gli aeroporti con voli di linea.
| Aeroporto                                | Città                 | Cantone/Regione                 | ICAO   | IATA | Tipo     |
| ---------------------------------------- | --------------------- | ------------------------------- | ------ | ---- | -------- |
| Federazione di Bosnia ed Erzegovina      |                       |                                 |        |      |          |
| Aeroporto di Bihać Golubić               | Bihać                 | Cantone dell'Una-Sana           | LQBI   |      | Civile   |
| Base aerea di Željava                    | Bihać                 | Cantone dell'Una-Sana           |        |      | Militare |
| Aeroporto di Ćoralići                    | Ćoralići, Cazin       | Cantone dell'Una-Sana           | LQCO   |      | Civile   |
| Aeroporto di Glamoč                      | Glamoč                | Cantone 10                      | Civile |      | Civile   |
| Livno Airport                            | Livno                 | Cantone 10                      | LQLV   |      | Civile   |
| Aeroporto internazionale di Mostar       | Mostar                | Cantone dell'Erzegovina-Narenta | LQMO   | OMO  | Civile   |
| Aeroporto di Mostar Jasenica             | Mostar / Jasenica     | Cantone dell'Erzegovina-Narenta | LQMJ   |      | Civile   |
| Aeroporto di Novi Travnik                | Novi Travnik          | Cantone della Bosnia Centrale   | LQTR   |      |          |
| Aeroporto Internazionale di Sarajevo     | Sarajevo              | Cantone di Sarajevo             | LQSA   | SJJ  | Civile   |
| Aeroporto di Sarajevo Butmir             | Sarajevo / Butmir     | Cantone di Sarajevo             | LQBU   |      | Civile   |
| Aeroporto militare di Sarajevo           | Sarajevo              | Cantone di Sarajevo             | LQSV   |      | Militare |
| Aeroporto di Tomislavgrad                | Tomislavgrad          | Cantone 10                      | LQTG   |      | Civile   |
| Aeroporto Internazionale di Tuzla        | Tuzla                 | Cantone di Tuzla                | LQTZ   | TZL  | Pubblico |
| Aeroporto di Tuzla Jegen Lug             | Tuzla                 | Cantone di Tuzla                | LQJL   |      | Civile   |
| Aeroporto militare di Tuzla              | Tuzla                 | Cantone di Tuzla                |        |      | Militare |
| Aeroporto di Visoko                      | Visoko                | Cantone di Zenica-Doboj         | LQVI   |      | Civile   |
| Repubblica Serba di Bosnia ed Erzegovina |                       |                                 |        |      |          |
| Aeroporto internazionale di Banja Luka   | Banja Luka            | Regione di Banja Luka           | LQBK   | BNX  | Civile   |
| Aeroporto di Banja Luka Zalužani         | Banja Luka / Zalužani | Regione di Banja Luka           | LQBZ   |      | Civile   |
| Aeroporto di Bijeljina                   | Bijeljina             | Regione di Bijeljina            | LQBN   |      | Civile   |
| Aeroporto di Doboj                       | Doboj                 | Regione di Doboj                | LQDO   |      | Civile   |
| Aeroporto di Kupres Bajramovići          | Kupres                | Regione di Banja Luka           | LQKU   |      | Civile   |
| Aeroporto di Modriča                     | Modriča               | Regione di Doboj                | LQMD   |      | Civile   |
| Aeroporto di Prijedor                    | Prijedor              | Regione di Banja Luka           | LQPD   |      | Civile   |
| Aeroporto di Trebigne                    | Trebigne              | Regione di Trebigne             | LQTB   |      | Civile   |